# Katarina Aragonska
Katarina Aragonska (špansko Catalina de Aragón y Castilla, angleško Catherine of Aragon), prva žena angleškega kralja Henrika VIII., * 15. december 1485, Alcalá de Henares, Španija, † 7. januar 1536, grad Kimbolton, Cambridgshire, Anglija.
Katarina Aragonska je bila rojena kot najmlajša hči aragonskega kralja Ferdinanda II. in prva od šestih žena Henrika VIII. ter mati prve priznane angleške kraljice Marije I. Leta 1533 se je Henrik VIII. od Katarine ločil. Papeževo nasprotovanje ločitvi in poizkusu izničenja štiriindvajsetletnega zakona je bil vzrok za cerkveno reformo v Angliji.

## Zgodnje življenje
Katarina se je rodila ponoči 16. decembra 1485 v nadškofovi palači v Alcalá de Henares blizu Madrida. Bila je peti otrok kralja Ferdinanda II. in kraljice Izabele I. in njun najmlajši otrok, ki je preživel otroštvo. Ob rojstvu je dobila tradicionalen naziv infanta. Njeni starejši bratje in sestre so bili kastiljska in aragonska kraljica Ivana Blazna, portugalska kraljica  Izabela, Juan, princ Asturije in portugalska kraljica Marija. Katarina je bila precej majhne postave. Imela je dolge rdeče lase, široke modre oči, okrogel obraz in svetlo polt.
Katarina se je izobraževala s pomočjo mentorja, Alessandra Geraldinija, ki je bil uradnik svetega reda. Študirala je aritmetiko, kanon, civilno pravo, klasično literaturo, genealogijo, heraldiko, zgodovino, filozofijo, religijo in teologijo. Imela je trdo versko vzgojo in je razvila vero, ki je imela kasneje veliko vlogo v njenem življenju. Govorila je francosko in grško ter govorila, brala in pisala je v španščini in latinščini. Bila je tudi naučena domačih in gospodinjskih spretnosti, kot so kuhanje, ples, risanje, vezenje, lepo obnašanje, klekljanje, glasbo, šivanje, predenje in tkanje. Velik učenjak Erasmus je kasneje dejal, da je Katarina »ljubila dobro literaturo, ki je študirala z uspehom že od otroštva«.
Katarinini angleški prednici sta bili njeni prababica Katarina Lancastrska (po kateri je bila imenovana) in njena praprababica Filipa Lancastrska, ki sta bili hčerki Johna Gaunta in vnukinji kralja Edvarda III. Posledično je bila sestrična angleškega kralja Henrika VII. in njegove soproge kraljice Elizabete.
Henrik VII. je hotel okrepiti zavezništvo s španskim kraljestvom. Zato je s Katarininimi starši uredil zakon med njegovim dvoletnim sinom Arturjem, valižanskim princem in triletno Katarino, katere sestre so že bile zaročene z evropskimi kralji in prestolonasledniki.

## Zakon z Arturjem
Artur, za katerega je veljalo, da bo po očetovi smrti postal angleški kralj in Katarina, ki je bila hčerka najmočnejših evropskih vladarjev, sta se zaročila 19. maja 1499. Na zaroki je bila Katarina odsotna in zato jo je zastopal španski ambasador de Puebla. Med seboj sta si pisala pisma v latinščini, saj nista znala jezika svojega zaročenca oziroma svoje zaročenke. Od številnih pisem, ki sta si jih poslala, je ohranjeno le eno, ki ga je Artur poslal oktobra 1499.
Vendar Katarinin oče ni okleval pri možnosti, da prekine zaroko, če se pokaže grožnja nasledstva Arturja na prestol. Katoliškima vladarjema, kot sta bila njena starša imenovana, se ni mudilo s poroko Katarine in sta ostala odprta za druge ponudbe tudi po sklenitvi zaroke z Arturjem. Da bi odpravil dvome katoliških vladarjev, je Henrik VII. leta 1499 odredil usmrtitev ostalih, ki imajo pravico do prestola. Prav tako so se v Španiji začele priprave na Katarinino potovanje in v Angliji priprave na Katarinin prihod. Aprila 1499 je njena mama povedala, da je vse pripravljeno na njen odhod, vendar je zahtevala, da se poroka odvije 19. maja 1501 v odsotnosti neveste, da bi ugotovila, da nič ne more preprečiti zavezništva Anglije in Španije. Katarina in njeno gospodinjstvo so dva dni po drugi ceremoniji začeli pot proti pristanišču La Coruña, kamor so prispeli 20. julija. Zaradi vremenskih neprilik so odpluli do 17. avgusta, vendar so bili prisiljeni se vrniti na kastiljsko obalo zaradi nenehnih neviht. Infanta je s spremstvom v Anglijo končno odplula 27. septembra. Z Arturjem sta se prvič videla 4. novembra 1501 v Dogmersfieldu v Hampshiru. Malo je znano o njunih prvih vtisih, vendar je Artur napisal svojemu bodočemu tastu in tašči, da bo »ljubeč in pravi mož« in povedal svojim staršem, da je bil izjemno vesel, da lahko »gleda obraz svoje čudovite neveste«. Par se je sporazumeval v latinščini, vendar sta ugotovila, da ne razumeta drug drugega, saj sta se naučila različne izgovorjave. Deset dni kasneje, 14. novembra 1501, sta se poročila. Njena dota je bila dogovorjena za 200.000 kron in polovica je bila izplačana kmalu po poroki.
Valižanski princ in princesa sta bila skupaj z lastnim gospodinjstvom poslana ob valižansko mejo na grad Ludlow, kjer je Artur predsedoval Valižanskemu svetu. Nekaj mesecev kasneje sta Artur in Katarina zbolela za skrivnostno boleznijo. Katarina je preživela, Artur pa ne. Vdova je postala 2. aprila 1502. Artur je bil pokopan v Worcestru. Katarina se po tradiciji ni udeležila njegovega pogreba. Po Arturjevim pogrebu se je Katarina pridružila gospodinjstvu svoje tašče in svoje vdovstvo preživela v molitvi in tišini kraljičinega apartmaja.

## Vdovstvo
Katarina je ostala v Angliji, da bi ugotovili, če je noseča, vendar si je kmalu želela vrniti v svojo domovino. V tem trenutku se je poročalo o nesporazumu Katarininega tasta in očeta o vrnitvi njene dote. Henrik VII. je bil odločen ohraniti njeno doto, ki bi šla skupaj z njo v Španijo. Poleg tega ji je moral Henrik VII. plačevati pokojnino, do katere je bila upravičena kot valižanska princesa in to je bil strošek, ki ga Henrik VII. ni želel nositi. Da bi se izognili zapletom, je bilo štirinajst mesecev kasneje odločeno, da se bo Katarina poročila z Arturjevim mlajšim bratom, Henrikom, vojvodo Yorškim, ki je po Arturjevi smrti nepričakovano postal prestolonaslednik.
Zakon z bratom Katarininega prvega moža je bil popolnoma odvisen od tega ali ga bo odobril papež Julij II. Poroka se ni smela odviti, če bi bil zakon Arturja in Katarine konzumiran, saj bi se v tem primeru zakon Henrika in Katarine štel za incest. Katarina je trdila, da je devica, čemur je potrdila njena varuška Elvira Manuel. Medtem so angleški duhovniki, med katerimi je bil najglasnejši londonski škof, nasprotovali zakonu, češ da naj bi bilo to proti Božjemu zakonu.
Medtem so bili načrti za poroko odloženi zaradi nenadne smrti Katarinine tašče, ki je umrla februarja 1503 ob porodu na svoj 37. rojstni dan. Takoj po pogrebu kraljice je bilo kralju predlagano, da se znova poroči in okrepi svojo dinastijo z več moškimi potomci. Španski ambasador je kralju predlagal, da se namesto svojega sina on poroči s Katarino. Kralj Henrik VII. ni nasprotoval ideji, vendar sta bila Ferdinand in Izabela presenečena nad predlogom. Izabela je Henriku VII. jasno povedala, da se poroka ne bo zgodila in nadaljevala so se pogajanja med zaroko Katarine in Henrika. Dogovorili so se, da se bo poroka Katarine in Yorškega vojvoda odvila leta 1505, ko do Henrik star štirinajst let, ostanek dote pa bo izplačan, ko bo zakonska zveza konzumirana.

## Dolgotrajni poročni dogovori
23. junija 1503 je bila podpisana poročna pogodba in dva dni kasneje sta bila Katarina in Henrik končno zaročena v domu škofa Salisburya v Londonu. 26. decembra je papež izdal papeško bulo, s katero je proglasil Katarinin prvi zakon za neveljaven in dovolil poroko med njo in Henrikom.
Novembra 1504, ko si je Katarina opomogla od oslabelosti zaradi slabe prehrane in slabega prilagajanja na angleško podnebje, so v Anglijo prišle novice o bolezni njene matere. Izabela I. je umirala. Pred smrtjo je izrazila svoje dvome o veljavnosti hčerinega bodočega zakona, a se po Izabelini smrti 26. novembra nič ni spremenilo glede Katarinega zakona. Po Izabelini smrti je kraljevino Kastilijo podedovala Katarinina mentalno nestabilna sestra Ivana in njen mož Filip in kraljevina Aragonija je postala last Katarininega tasta, Henrika VII., ki je spoznal, da mu sinov zakon s Katarino ne bo prinesel zavezništva s Španijo, namreč le z njenim šibkejšim delom - Aragonom. Nato je Henrik VII. začel razmišljati o boljših poročnih priložnostih za svojega sina in Katarina je začutila padec svoje vrednosti, ko ji je kralj prenehal dajati denar za življenjske potrebe.
Vojvoda Yorški je bil dan pred svojim štirinajstim rojstnim dnevom prisiljen v tajnosti škofa Winchestra izjaviti, da je bila zaroka objavljena brez njegove vednosti in soglasja, vendar ne glede na to zaroka ni bila preklicana in Katarina je ostala v Angliji. Kralj ni tvegal izgube njene dote zaradi nenadne odločitve, vendar je ta metoda zagotovila možno razveljavitev zaroke v primeru, da se pojavi boljša priložnost za poroko njegovega sina. Do danes so ohranjena pisma, v katerih se Katarina očetu pritožuje nad načinom, kako so jo obravnavali na angleškem dvoru po Arturjevi smrti, saj je dobesedno živela v revščini, vendar ji njen oče ni poslal denarja. Medtem je Henrik VII. zahteval predčasno plačilo njene preostale dote. Aprila 1509 je Ferdinand, ki je po Izabelini smrti izgubil oblast nad bogato Kastilijo, končno izplačal obljubljenih 100.000 kron in jih poslal v Anglijo. Ko so španski odposlanci prispeli v Anglijo, je Henrik VII. že umiral.

## Kraljica Anglije (1509–1533)
Zakon ni bil sklenjen dokler ni princ Henrik leta 1509 stopil na prestol kot kralj Henrik VIII. Poroka se je odvila 11. junija, Katarina je bila kronana kot kraljica soproga 24. junija 1509. Za svoj moto si je Katarina izbrala slogan »Ponižna in zvesta«, ki je bil podoben sloganu njene tašče Elizabeta Yorške - »Ponižna in spoštljiva«.
Katarina je bila zelo priljubljena med ljudmi, ko je bila valižanska princesa in ko je bila kraljica. Čeprav kot kraljica soproga ni imela pravnega pooblastila, je leta 1513 upravljala narod kot regent, ko je njen mož izvedel invazijo nad Francijo. V času njenega regentstva so Angleži premagali Škote, ki so želeli izkoristiti kraljevo odsotnost.

### Težave v zakonu
Čeprav je Henrik kasneje trdil, da se je poročil s Katarino, ker je bila to zadnja želja njegovega očeta, je bil nad zakonom vesel, dokler ni postal resno zaskrbljen zaradi vprašanja moškega potomca. Dejstvo je, da je bila naloga Katarine, da rodi čim več moških otrok in tako zagotovi prihodnost rodbine. To je bilo še posebej pomembno v tem času, saj Henrik ni imel bratov ali sorodnikov. Prvi otrok kraljevskega para je bila mrtvorojena deklica. Za njo je rodila še dva sina, oba po imenu Henrik, ki sta umrla kmalu po rojstvu. Katarina se je približevala menopavzi in edini preživeli otrok je bila njuna najmlajša živorojena hčerka, princesa Marija. Zadnja nosečnost Katarine je bila zabeležena leta 1518, ki se je končala s splavom. Henrik je nujno potreboval moškega potomca, saj je bila rodbina Tudor še mlada in njena zakonitost je bila vprašljiva. Čeprav je Marija lahko podedovala krono, Henrik ni želel ženske na prestolu, kar bi lahko spet bil vzrok za državljansko vojno in njegova hčerka bi bila v središču konflikta. Henrik je imel zgodovinske razloge za prepričanje, da Anglija ne bi sprejela ženske na prestolu: izbruh državljanske vojne, ko je Henrika I. nasledila njegova hčerka Matilda. Poleg tega je bil spomin na grozote vojne dveh rož še svež.
Možnost, da Katarina rodi moškega dediča je izostala. Zaradi številnih nosečnosti je bila Katarina izčrpana in slabega zdravja. Njen položaj se je poslabšal, ko je ena od samo dveh Henrikovih ljubic rodila sina in mu dala in Henrik, s čimer je dokazala, da ima Henrik v nasprotju s Katarino lahko moške potomce.
Karel V., sin Katarinine sestre Ivane I., je leta 1520 uradno obiskal Anglijo in Katarina je svetovala svojemu možu, da si zagotovi zavezništvo z njim namesto s francoskim kraljem Francem I. Zaradi svoje očitne politične zavezanosti s Španijo je Katarina pridobila zaupanje Henrikovega glavnega ministra Wolseya. Čeprav sta kralj in kraljica 31. maja obiskala Francijo, je Anglija dve leti kasneje napovedala vojno Franciji. Cesar je ponovno obiskal Anglijo, da bi se dogovoril za zaroko med njim in princeso Marijo.
Leta 1525 je Henrik svojemu nezakonskemu sinu Henriku dal naziv vojvoda Richmondski, kar so si mnogi (tudi Katarina) razlagali kot razglasitev Henrika, vojvoda Richmondskega za prestolonaslednika. Henrik VIII. je medtem prestolonasledniške dolžnosti, kot na primer predsedovanje pred valižanskim svetom, zaupal svoji hčerki Mariji.

### Razveljavitev zakona
Katarina takrat ni bila več fizično sposobna preživeti še eno nosečnost. Henrik se je začel zbliževati z Anne Boleyn, sestro svoje nekdanje ljubice Marije, s katero je želel dobiti naslednika. Ker je bil zelo veren in seznanjen s katoliškimi predpisi, se je Henrik odločil, da pozorno preuči okoliščine, v katerih je sklenil zakonsko zvezo. Dokaz za svojo trditev, da je bila njuna zakonska zveza prekleta, je našel v Levitskih duhovnikih, kjer piše, da človek ne bo imel otrok če se poroči z vdovo svojega brata. Z druge strani pa 5. Mojzesova knjiga spodbuja moške, da se poročijo z vdovo svojega brata. Henrik je verjel, da če je Katarina lagala, ko je pričala, da njen zakon z Arturjem ni bil konzumiran, je njun zakon greh v Božjih očeh. Na podlagi svojih sumov je prosil papeža Klemna VII. naj razveljavi njun zakon. Njegove namere so Katarini bile tajne dokler je bilo to mogoče in ona je še naprej opravljala svoje uradne dolžnosti.
Papež je zavlekel sedem let dokler ni podal svoje končne odločitve. Razveljavitev zakonske zveze bi pomenila, da je nezmotljiva cerkev zmotljiva, ko je razveljavila Katarinin prvi zakon in sam papež Klemen VII. je bil ujetnik Katarininega bratranca, ki je pravkar osvojil Rim. Z druge strani pa je papež v Henriku videl pomembnega zaveznika v boju proti krepitvi protestantizma v nemških mestih in ga ni želel izgubiti. Kljub tem okoliščinam se papež ni strinjal, da prekine Henrikovo poroko, ker ni želel iti proti cesarju, ki je bil skupaj s špansko kraljevo družino na strani Katarine.
Henrik se je julija 1531 ločil od Katarine in januarja 1533 se je v tajnosti oženil z eno izmed Katarininih dvornih dam, Anne Boleyn. Thomas Cranmer, ki ga je Henrik imenoval za nadškofa Canterburya, je 23. maja 1533 razglasil zakon Henrika VIII. in Katarine za neveljaven in nikoli zakonski. Pet dni kasneje je bila objavljena poroka Henrika in Anne Boleyn in da je ona nova in edina legitimna angleška kraljica. Da bi preprečil pritožbo Rima, je Henrik prisilil parlament, da glasuje o nadvladi zakona, ki ukine avtoriteto papeža v Angliji. Za novega vodjo Angleške cerkve je bil imenovan Henrik VIII., s čimer se je začela angleška reformacija.

## Od razveljavitve zakona do njene smrti
Katarina Aragonska je do konca svojega življenja sebe štela za edino legitimno soprogo Henrika VIII. in edino legitimno angleško kraljico. Henrik jo je zavrnil in ji odvzel vse nazive razen tistih, ki jih je imela kot Arturjeva vdova. Tako je bil njen uradni naziv valižanska princesa vdova.
Leta 1535 se je Katarina preselila grad Kimbolton. Imela je le eno sobo, ki jo je zapustila le, da se je kot pobožni katolik udeležila maše. Katarina je to delala do smrti. Bilo ji je prepovedano videti in komunicirati s svojo hčerko, ki ni bila več princesa in je bila obravnavana za nezakonito. Njuni tajni privrženci so pomagali pri izmenjavi pisem med materjo in hčerko. Henrik je obema ponudil boljšo nastanitev, če bi prepoznali njegovo novo ženo, Anne Boleyn, za svojo kraljico. Obe sta to zavrnili in Katarina je Henrika še naprej štela za svojega moža, kot ga je nazivala v pismih. Ob koncu leta 1535 je Katarina naredila oporoko, saj je čutila, da se ji bliža smrt. Svojega nečaka je prosila, naj popazi na njeno hčer in Henriku je napisala, da mu vse odpusti ter da njene oči hrepenijo le po njem.
Katarina Aragonska je umrla 7. januarja 1536 kot edina Henrikova žena, ki je doživela 50 let. Pokopana je bila v stolnici v Peterboroughu na slovesnosti, ki je ustrezala statusu valižanske princese.
Doktorji so priznali, da je bilo Katarinino srce črno in zaradi tega se je začelo sumiti, da jo je zastrupila Ana, saj v tistem času še niso bile poznane posledice raka. Mogočnost zastrupitve je malo verjetna, saj bi jo Henrik lahko zastrupil že pred desetletji, če bi želel. V nasprotju s tem je še naprej čutil neko spoštovanje do svoje bivše žene. Henrik se ni udeležil njenega pogreba in ni niti dovolil Mariji, da bi zadnjič videla svojo mater.

## Dediščina
Henrik je imel po razpustitvi samostanov leta 1541 v mislih stolnico v Peterboroughu, kjer je bila Katarina pokopana in zato je odredil, da je bilo stolnici prizaneseno s privatizacijo. Obiskovalci, ki pridejo na ogled stolnice lahko obiščejo Katarinin grob, na katerega se redno prinaša cvetje in granatno jabolko, ki v Angliji predstavlja simbol njenega sredozemskega porekla.
Marija, ki je bila po razveljavitvi zakona svojih staršev razglašena za nezakonito in izgnana iz dedne linije, je bila vrnjena v njo s posredovanjem Henrikove zadnje žene Katarine Parr. V času vladavine Edvarda VI. je bila ponovno izgnana, ampak je prevzela krono trinajst dni po njegovi smrti. Prva odločba Marije je bila priznavanje in uzakonjenje zakonske zveze Katarine in Henrika VIII. Ironično je, da je sama Marija, verska in predana katoličanka, nehote prinesla reformacijo na Britanske otoke.
Katarina in Henrik sta imela šest otrok, od katerih je le Marija preživela otroštvo:
- neimenovana hčerka, * 31. januar 1510, † 31. januar 1510,
- Henrik, vojvoda Cornwallski, * 1. januar 1511,  † 22. februar 1511
- Henrik, vojvoda Cornwallski, * oktober 1513,  † oktober 1513
- Henrik, vojvoda Cornwallski, * december 1514  † december 1514
- Marija I., angleška kraljica,  * 18. februar 1516 † 17. november 1558
- neimenovana hčerka, * 10. november 1518  † 17. november 1518

## Nazivi
Nazivi, ki jih je Katarina Aragonska imela od rojstva do smrti:
- 16. december 1485 - 14. november 1501: Infanta Katarina Aragonska in Kastiljska[6]
- 14. november 1501 - 2. april 1502: Valižanska princesa
- 2. april 1502 - 11. junij 1509: Valižanska princesa vdova
- 11. junij 1509 - 23. maj 1533: Kraljica Anglije
- 23. maj 1533 - 7. januar 1536: Valižanska princesa vdova

## Pisanje njenega imena
Pravilno pisanje Katarininega originalnega imena je še vedno aktualno vprašanje. Na slovenskem je najbolj poznana kot Katarina. Čeprav ni dvoma, da je ob rojstvu dobila ime Catalina, je kontroverzno ime, ki ga je dobila, ko je postala angleška princesa. Sedanja oblika tega imena je Catherine, vendar se je v času, v katerem je Katarina živela, po izgovorjavi in poreklu pisala na različne načine. Sama Katarina je svoja pisma podpisovala s Katherine, Katherina, Katharine in včasih Katharina. V pismu jo je Artur, njen mož, naslovil kot princeso Katerine. Njena hči kraljica Marija I. jo je v svoji oporoki imenovala kraljica Kateryn.

## Predniki
|  |                                          |  |  |  |  |  |  |  |  |  |  |  |  |  |  |  |
|  | 16. Ivan I. Kastiljski (=24)             |  |  |  |  |  |  |  |  |  |  |  |  |  |  |  |
|  |                                          |  |  |  |  |  |  |  |  |  |  |  |  |  |  |  |
|  |                                          |  |  |  |  |  |  |  |  |  |  |  |  |  |  |  |
|  | 8. Ferdinand I. Aragonski                |  |  |  |  |  |  |  |  |  |  |  |  |  |  |  |
|  |                                          |  |  |  |  |  |  |  |  |  |  |  |  |  |  |  |
|  |                                          |  |  |  |  |  |  |  |  |  |  |  |  |  |  |  |
|  | 17. Eleonora Aragonska (=25)             |  |  |  |  |  |  |  |  |  |  |  |  |  |  |  |
|  |                                          |  |  |  |  |  |  |  |  |  |  |  |  |  |  |  |
|  |                                          |  |  |  |  |  |  |  |  |  |  |  |  |  |  |  |
|  | 4. Ivan II. Aragonski                    |  |  |  |  |  |  |  |  |  |  |  |  |  |  |  |
|  |                                          |  |  |  |  |  |  |  |  |  |  |  |  |  |  |  |
|  |                                          |  |  |  |  |  |  |  |  |  |  |  |  |  |  |  |
|  | 18. Sančo, 1. grof Alburquerqueški       |  |  |  |  |  |  |  |  |  |  |  |  |  |  |  |
|  |                                          |  |  |  |  |  |  |  |  |  |  |  |  |  |  |  |
|  |                                          |  |  |  |  |  |  |  |  |  |  |  |  |  |  |  |
|  | 9. Eleonora, 3. grofica Alburquerqueška  |  |  |  |  |  |  |  |  |  |  |  |  |  |  |  |
|  |                                          |  |  |  |  |  |  |  |  |  |  |  |  |  |  |  |
|  |                                          |  |  |  |  |  |  |  |  |  |  |  |  |  |  |  |
|  | 19. Beatris Portugalska                  |  |  |  |  |  |  |  |  |  |  |  |  |  |  |  |
|  |                                          |  |  |  |  |  |  |  |  |  |  |  |  |  |  |  |
|  |                                          |  |  |  |  |  |  |  |  |  |  |  |  |  |  |  |
|  | 2. Ferdinand II. Aragonski               |  |  |  |  |  |  |  |  |  |  |  |  |  |  |  |
|  |                                          |  |  |  |  |  |  |  |  |  |  |  |  |  |  |  |
|  |                                          |  |  |  |  |  |  |  |  |  |  |  |  |  |  |  |
|  | 20. Alonzo Henriques                     |  |  |  |  |  |  |  |  |  |  |  |  |  |  |  |
|  |                                          |  |  |  |  |  |  |  |  |  |  |  |  |  |  |  |
|  |                                          |  |  |  |  |  |  |  |  |  |  |  |  |  |  |  |
|  | 10. Federico Enriquez Mendoški           |  |  |  |  |  |  |  |  |  |  |  |  |  |  |  |
|  |                                          |  |  |  |  |  |  |  |  |  |  |  |  |  |  |  |
|  |                                          |  |  |  |  |  |  |  |  |  |  |  |  |  |  |  |
|  | 21. Juana González                       |  |  |  |  |  |  |  |  |  |  |  |  |  |  |  |
|  |                                          |  |  |  |  |  |  |  |  |  |  |  |  |  |  |  |
|  |                                          |  |  |  |  |  |  |  |  |  |  |  |  |  |  |  |
|  | 5. Juana Enriquez                        |  |  |  |  |  |  |  |  |  |  |  |  |  |  |  |
|  |                                          |  |  |  |  |  |  |  |  |  |  |  |  |  |  |  |
|  |                                          |  |  |  |  |  |  |  |  |  |  |  |  |  |  |  |
|  | 22. Diego Fernandez de Córdoba           |  |  |  |  |  |  |  |  |  |  |  |  |  |  |  |
|  |                                          |  |  |  |  |  |  |  |  |  |  |  |  |  |  |  |
|  |                                          |  |  |  |  |  |  |  |  |  |  |  |  |  |  |  |
|  | 11. Mariana Fernandez de Córdoba y Ayala |  |  |  |  |  |  |  |  |  |  |  |  |  |  |  |
|  |                                          |  |  |  |  |  |  |  |  |  |  |  |  |  |  |  |
|  |                                          |  |  |  |  |  |  |  |  |  |  |  |  |  |  |  |
|  | 23. Inez de Toledo                       |  |  |  |  |  |  |  |  |  |  |  |  |  |  |  |
|  |                                          |  |  |  |  |  |  |  |  |  |  |  |  |  |  |  |
|  |                                          |  |  |  |  |  |  |  |  |  |  |  |  |  |  |  |
|  | 1. Katarina Aragonska                    |  |  |  |  |  |  |  |  |  |  |  |  |  |  |  |
|  |                                          |  |  |  |  |  |  |  |  |  |  |  |  |  |  |  |
|  |                                          |  |  |  |  |  |  |  |  |  |  |  |  |  |  |  |
|  | 24. Ivan I. Kastiljski (= 16)            |  |  |  |  |  |  |  |  |  |  |  |  |  |  |  |
|  |                                          |  |  |  |  |  |  |  |  |  |  |  |  |  |  |  |
|  |                                          |  |  |  |  |  |  |  |  |  |  |  |  |  |  |  |
|  | 12. Henrik III. Kastiljski               |  |  |  |  |  |  |  |  |  |  |  |  |  |  |  |
|  |                                          |  |  |  |  |  |  |  |  |  |  |  |  |  |  |  |
|  |                                          |  |  |  |  |  |  |  |  |  |  |  |  |  |  |  |
|  | 25. Eleonora Aragonska (= 17)            |  |  |  |  |  |  |  |  |  |  |  |  |  |  |  |
|  |                                          |  |  |  |  |  |  |  |  |  |  |  |  |  |  |  |
|  |                                          |  |  |  |  |  |  |  |  |  |  |  |  |  |  |  |
|  | 6. Ivan II. Kastiljski                   |  |  |  |  |  |  |  |  |  |  |  |  |  |  |  |
|  |                                          |  |  |  |  |  |  |  |  |  |  |  |  |  |  |  |
|  |                                          |  |  |  |  |  |  |  |  |  |  |  |  |  |  |  |
|  | 26. Ivan, 1. vojvoda Lancastrski         |  |  |  |  |  |  |  |  |  |  |  |  |  |  |  |
|  |                                          |  |  |  |  |  |  |  |  |  |  |  |  |  |  |  |
|  |                                          |  |  |  |  |  |  |  |  |  |  |  |  |  |  |  |
|  | 13. Katarina Lancasterska                |  |  |  |  |  |  |  |  |  |  |  |  |  |  |  |
|  |                                          |  |  |  |  |  |  |  |  |  |  |  |  |  |  |  |
|  |                                          |  |  |  |  |  |  |  |  |  |  |  |  |  |  |  |
|  | 27. Konstancija Kastiljska               |  |  |  |  |  |  |  |  |  |  |  |  |  |  |  |
|  |                                          |  |  |  |  |  |  |  |  |  |  |  |  |  |  |  |
|  |                                          |  |  |  |  |  |  |  |  |  |  |  |  |  |  |  |
|  | 3. Izabela I. Kastiljska                 |  |  |  |  |  |  |  |  |  |  |  |  |  |  |  |
|  |                                          |  |  |  |  |  |  |  |  |  |  |  |  |  |  |  |
|  |                                          |  |  |  |  |  |  |  |  |  |  |  |  |  |  |  |
|  | 28. Ivan I. Portugalski                  |  |  |  |  |  |  |  |  |  |  |  |  |  |  |  |
|  |                                          |  |  |  |  |  |  |  |  |  |  |  |  |  |  |  |
|  |                                          |  |  |  |  |  |  |  |  |  |  |  |  |  |  |  |
|  | 14. Janez, lord Reguengosa               |  |  |  |  |  |  |  |  |  |  |  |  |  |  |  |
|  |                                          |  |  |  |  |  |  |  |  |  |  |  |  |  |  |  |
|  |                                          |  |  |  |  |  |  |  |  |  |  |  |  |  |  |  |
|  | 29. Filipa Lancastrska                   |  |  |  |  |  |  |  |  |  |  |  |  |  |  |  |
|  |                                          |  |  |  |  |  |  |  |  |  |  |  |  |  |  |  |
|  |                                          |  |  |  |  |  |  |  |  |  |  |  |  |  |  |  |
|  | 7. Izabela Portugalska                   |  |  |  |  |  |  |  |  |  |  |  |  |  |  |  |
|  |                                          |  |  |  |  |  |  |  |  |  |  |  |  |  |  |  |
|  |                                          |  |  |  |  |  |  |  |  |  |  |  |  |  |  |  |
|  | 30. Alfonso, 1. vojvoda Braganški        |  |  |  |  |  |  |  |  |  |  |  |  |  |  |  |
|  |                                          |  |  |  |  |  |  |  |  |  |  |  |  |  |  |  |
|  |                                          |  |  |  |  |  |  |  |  |  |  |  |  |  |  |  |
|  | 15. Izabela Braganzaška                  |  |  |  |  |  |  |  |  |  |  |  |  |  |  |  |
|  |                                          |  |  |  |  |  |  |  |  |  |  |  |  |  |  |  |
|  |                                          |  |  |  |  |  |  |  |  |  |  |  |  |  |  |  |
|  | 31. Beatriz Pereira de Alvim             |  |  |  |  |  |  |  |  |  |  |  |  |  |  |  |
|  |                                          |  |  |  |  |  |  |  |  |  |  |  |  |  |  |  |
|  |                                          |  |  |  |  |  |  |  |  |  |  |  |  |  |  |  |